# Поляна (Крым)
Поля́на (до 1945 года Ма́ркур; укр. Поляна, крымскотат. Marqur, Маркъур) — село в Голубинском сельском поселении Бахчисарайского района Республики Крым (согласно административно-территориальному делению Украины — в Голубинском сельском совете Бахчисарайского района Автономной Республики Крым).

## Современное состояние
В Поляне 4 улицы, площадь, занимаемая селом, 30,1 гектара, на которой в 93 дворах, по данным сельсовета, на 2009 год, числился 191 житель, ранее входило в состав совхоз-завода Ароматный. В Поляне действуют фельдшерско-акушерский пункт, предприятие ООО Маркур markyr.ru, здание старинной мечети в селе (в советское время — клуб) вновь используется в религиозных целях, но на 2015 год позиционируется, как культовое здание «Маркур». Село связано автобусным сообщением с Бахчисараем.

## Население
| 2001 | 2014 |
| ---- | ---- |
| 236  | ↘178 |

### Динамика численности
| - 1520 год — 35 семей - 1542 год — 15 семей - 1805 год — 155 чел. - 1864 год — 354 чел. - 1886 год — 545 чел. - 1889 год — 601 чел. - 1892 год — 610 чел. - 1897 год — 589 чел. - 1902 год — 775 чел. | - 1915 год — 640/5 чел. - 1926 год — 634 чел. - 1939 год — 548 чел. - 1944 год — 637 чел. - 1989 год — 307 чел. - 2001 год — 236 чел. - 2009 год — 191 чел. - 2014 год — 178 чел. |

## География
Село расположено в горах, в глубине Второй Гряды Крымских гор, в небольшой долине ручья Су-Аханде, впадающего в речку Суаткан, левый приток Бельбека, высота центра села над уровнем моря 303 м. Это юго-восток района, в 12 километрах от неофициального центра долины — посёлка Куйбышево. Поляна — конечный пункт короткой региональной автодороги 35Н-049 Новополье — Поляна (по украинской классификации — С-0-10211), расстояние до Бахчисарая около 32 км, ближайшая железнодорожная станция Сирень, примерно в 24 километрах. Соседние сёла: Путиловка, Новополье, Богатое Ущелье.

## История
Историческое название села Маркур. В «Этимологическом словаре топонимов Крыма» слово производится от греческого глубокий, есть вариант, что это всего лишь морковь. Так же называется ручей, на котором стоит село и перевал (Маркур-богаз Западный) к югу через горный хребет в Байдарскую долину между вершинами Памбук-Кая и Сандык-Кая.
По материалам археологических исследований в окрестностях села (были раскопаны остатки двух поселений), время его возникновения можно отнести V—VI веку, за которым следовал период упадка (видимо, связанный с нашествием хазар) и последующее взрождение в VIII—IX веках. Возможно, первыми жителями были греки и потомки готов, пришедших сюда ещё в III веке и смешавшиеся с коренным населением, к которому в VIII веке добавились пришедшие из восточных районов полуострова Аланы.
На одной из вершин хребта, горе Сандык-Кая над селом, сохранились остатки небольшой средневековой крепости эпохи греческого княжества Феодоро. Судя по находкам керамики — это замок феодала XIII—XV веков — владетеля окрестностей, в том числе и средневекового Маркура. По результатам же археологических находок, село существовало уже в VIII веке, процветало до XI века, затем был период упадка, связанный с активностью печенегов и с XII века новый расцвет, связанный с возникновением княжества. Местное население приняло в IV веке, стараниями Иоанна Златоуста, православие и, собственно, создало горное княжество, известное в истории как Дори, Дорос и, наконец, Феодоро.
После завоевания Мангупа Османами в 1475 году Маркур, как и всё бывшее княжество, включили в состав Мангупского кадылыка санджака Кефе (до 1558 года, в 1558—1774 годах — эялета) Османской империи. Взаимные перемещения представителей разных конфессий (христиан и мусульман) из княжества в Крымское ханство и наоборот. По материалам османских переписей, в 1520 году, в приписанной к Инкирману деревне Маркур числилось 35 христианских («немусульманских») семей (из них 5 — потерявших мужчину-кормильца). На 1542 год в Маркуре, уже относившемся к Мангупу, записано 12 христианских семей (1 «овдовевшая») и 11 взрослых неженатых мужчин; мусульманских семей всего 4. По налоговым ведомостям 1634 года в селении числилось 2 двора немусульман, все недавно прибывшие в Маркур: по 1 двору из Бахадыр и неназванного селения. В джизйе дефтера Лива-и Кефе (османской налоговой ведомости) 1652 года Маркур уже не фигурирует, следовательно, христиан (только они платили налоги султану) в деревне не осталось (Не упомянута и в ведомости А.В. Суворова о выведенных из Крыма христианах от 18 сентября 1778 года). Документальное упоминание селения встречается в «Османском реестре земельных владений Южного Крыма 1680-х годов», согласно которому в 1686 году (1097 год хиджры) Маркуру входил в Мангупский кадылык эялета Кефе. Всего упомянуто 81 землевладельца, все мусульмане, владевших 1625-ю дёнюмами земли. После обретения ханством независимости по Кючук-Кайнарджийскому мирному договору 1774 года «повелительным актом» Шагин-Гирея 1775 года селение было включено в Крымское ханство в состав Бакчи-сарайского каймаканства Мангупскаго кадылыка, что зафиксировано и в Камеральном Описании Крыма 1784 года, где записаны три деревни с названием Маркур — приходы-маале большой деревни.

### В составе России
После присоединения Крыма к России (8) 19 апреля 1783 года, (8) 19 февраля 1784 года, именным указом Екатерины II сенату, на территории бывшего Крымского Ханства была образована Таврическая область и деревня была приписана к Симферопольскому уезду. Перед Русско-турецкой войной 1787—1791 годов производилось выселение крымских татар из прибрежных селений во внутренние районы полуострова, в ходе которого в Маркур было переселено 37 человек. В конце войны, 14 августа 1791 года всем было разрешено вернуться на место прежнего жительства. После Павловских реформ, с 1796 по 1802 год, входила в Акмечетский уезд Новороссийской губернии. По новому административному делению, после создания 8 (20) октября 1802 года Таврической губернии, Маркур был включён в состав Махульдурской волости Симферопольского уезда.
По Ведомости о всех селениях в Симферопольском уезде состоящих с показанием в которой волости сколько числом дворов и душ… от 9 октября 1805 года, в Маркуре в 24 дворах проживало 155 крымских татар. На военно-топографической карте генерал-майора Мухина 1817 года дворов зафиксировано 36. После реформы волостного деления 1829 года Маркур, согласно «Ведомости о казённых волостях Таврической губернии 1829 года», отнесли к Байдарской волости. Именным указом Николая I от 23 марта(по старому стилю) 1838 года, 15 апреля был образован новый Ялтинский уезд и деревню передали в Богатырскую волость нового уезда. На карте 1836 года в деревне 104 двора, как и на карте 1842 года.
После земской реформы Александра II 1860-х годов деревня осталась в составе Богатырской волости. В «Списке населённых мест Таврической губернии по сведениям 1864 года», составленном по результатам VIII ревизии 1864 года, Маркур —казённая татарская деревня, с 354 жителями в 50 дворах и 2 мечетями при колодцах. На 1886 год в деревне Маркур при воде Балта-Узень, согласно справочнику «Волости и важнѣйшія селенія Европейской Россіи», проживало 545 человек в 88 домохозяйствах, действовали 3 мечети и школа. На трёхверстовой карте Шуберта 1865—1876 года указано, что дворов 80. В Памятной книге Таврической губернии за 1889 год, по результатам X ревизии 1887 года, в Маркуре записано 119 домов и 601 житель (на подробной карте 1890 года указано 95 дворов).
После земской реформы 1890-х годов деревня осталась в составе Богатырской волости. Согласно «…Памятной книжке Таврической губернии на 1892 год», в деревне Маркур, входившей в Фотисальское сельское общество, было 610 жителей в 70 домохозяйствах, владевших 325 десятинами и 370 кв. саженью собственной земли. Также, совместно с другими 13 деревнями Коккозского округа, жители имели в общем владении ещё 13 000 десятин. По результатам Всероссийской переписи 1897 года зарегистрировано 589 жителей, все крымские татары. По «…Памятной книжке Таврической губернии на 1902 год» в деревне, входившей в Фотисальское сельское общество, числилось 775 жителей в 87 дворах и записано, что земля находилась в личной собственности жителей под фруктовыми садами и пашнями. По Статистическому справочнику Таврической губернии. Ч.II-я. Статистический очерк, выпуск восьмой Ялтинский уезд, 1915 год, в селе Маркур Богатырской волости Ялтинского уезда, числилось 127 дворов с татарским населением в количестве 640 человек приписных жителей и 5 — «посторонних». Во владении было 485 десятин земли, с землёй были 115 дворов и 12 безземельных. В хозяйствах имелось 75 лошадей, 40 волов, 84 коровы, 120 телят и жеребят и 40 голов мелкого скота и 2 вакуфных участка разных Пятивременных мечетей, одна из которых находилась в Ашага Маале.
После установления в Крыму Советской власти, по постановлению Крымревкома от 8 января 1921 года была упразднена волостная система и село вошло в состав Коккозского района Ялтинского уезда (округа). Постановлением Крымского ЦИК и Совнаркома от 4 апреля 1922 года Коккозский район был выделен из Ялтинского округа и сёла переданы в состав Бахчисарайского района Симферопольского округа. 11 октября 1923 года, согласно постановлению ВЦИК, в административное деление Крымской АССР были внесены изменения, в результате которых округа (уезды) были ликвидированы, Бахчисарайский район стал самостоятельной единицей и село включили в его состав. В начале 1920-х годов в селе был создан Маркурский сельсовет, тогда же, согласно Списку населённых пунктов Крымской АССР по Всесоюзной переписи 17 декабря 1926 года, в селе Маркур, центре Маркурского сельсовета Бахчисарайского района, числился 151 двор, все крестьянские, население составляло 635 человек (306 мужчин и 329 женщин). В национальном отношении учтено: 630 татар и 5 русских, действовала татарская школа.
В 1935 году был создан новый Фотисальский район, в том же году (по просьбе жителей), переименованный Куйбышевский, которому переподчинили село.

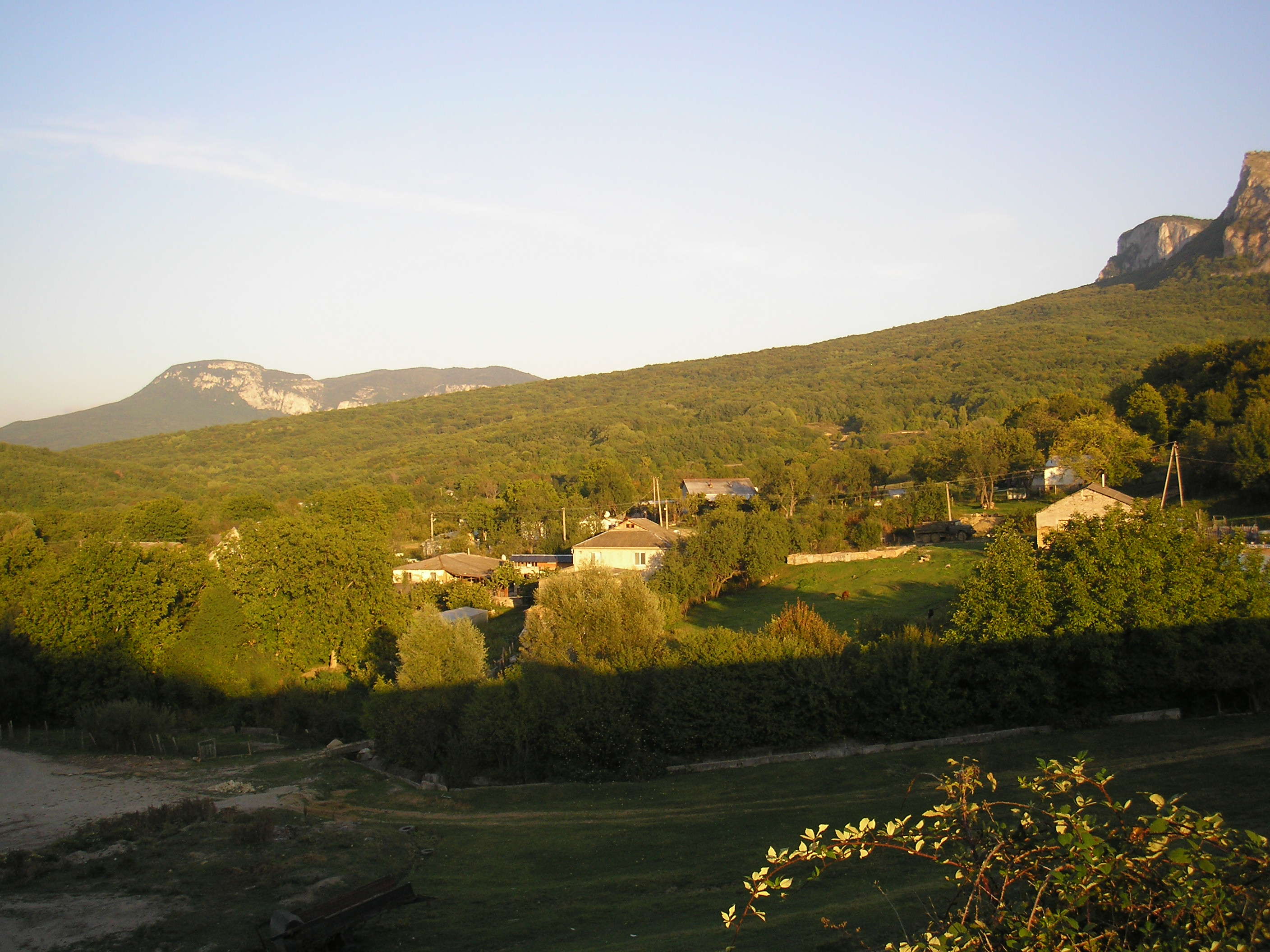
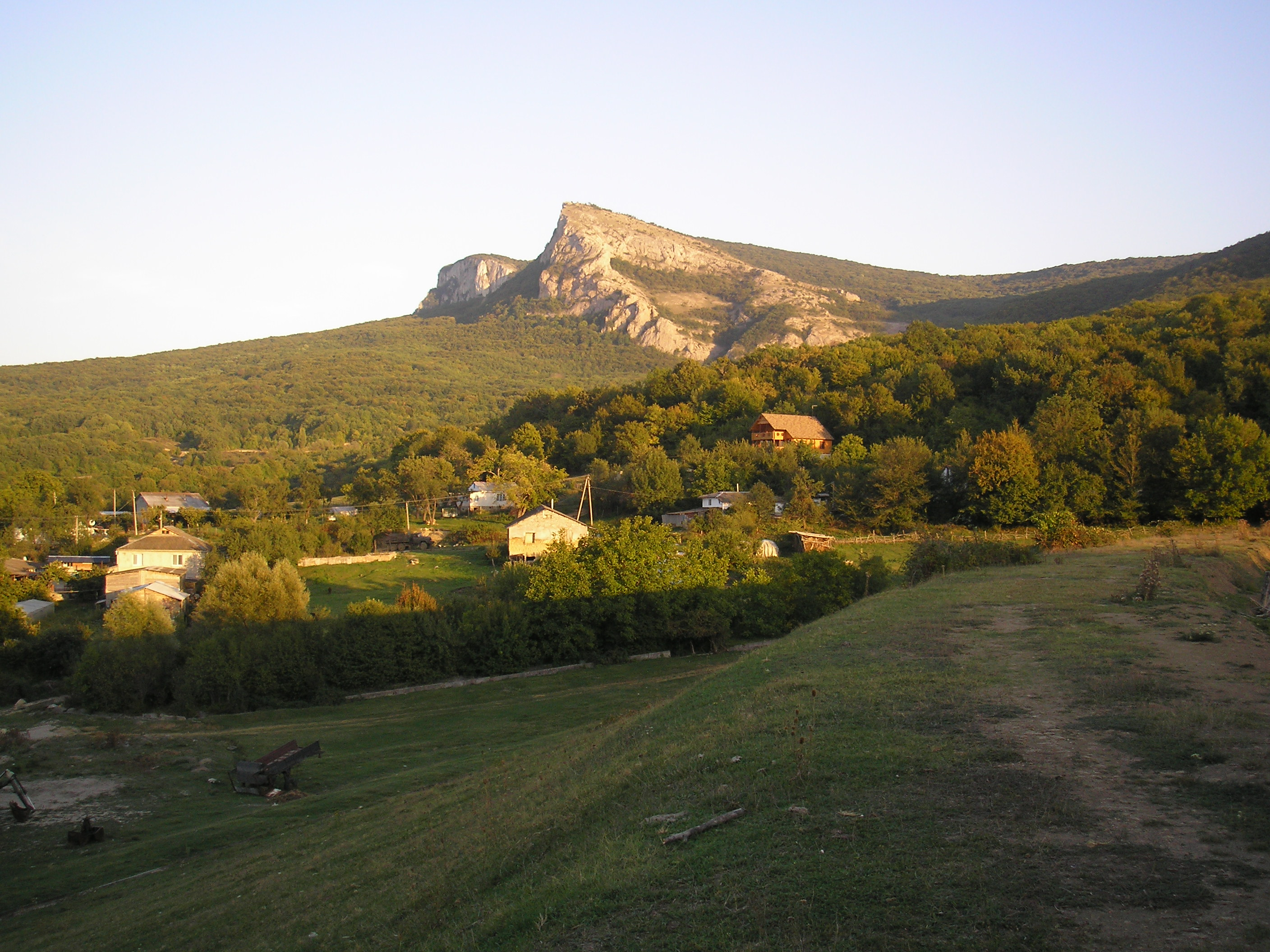
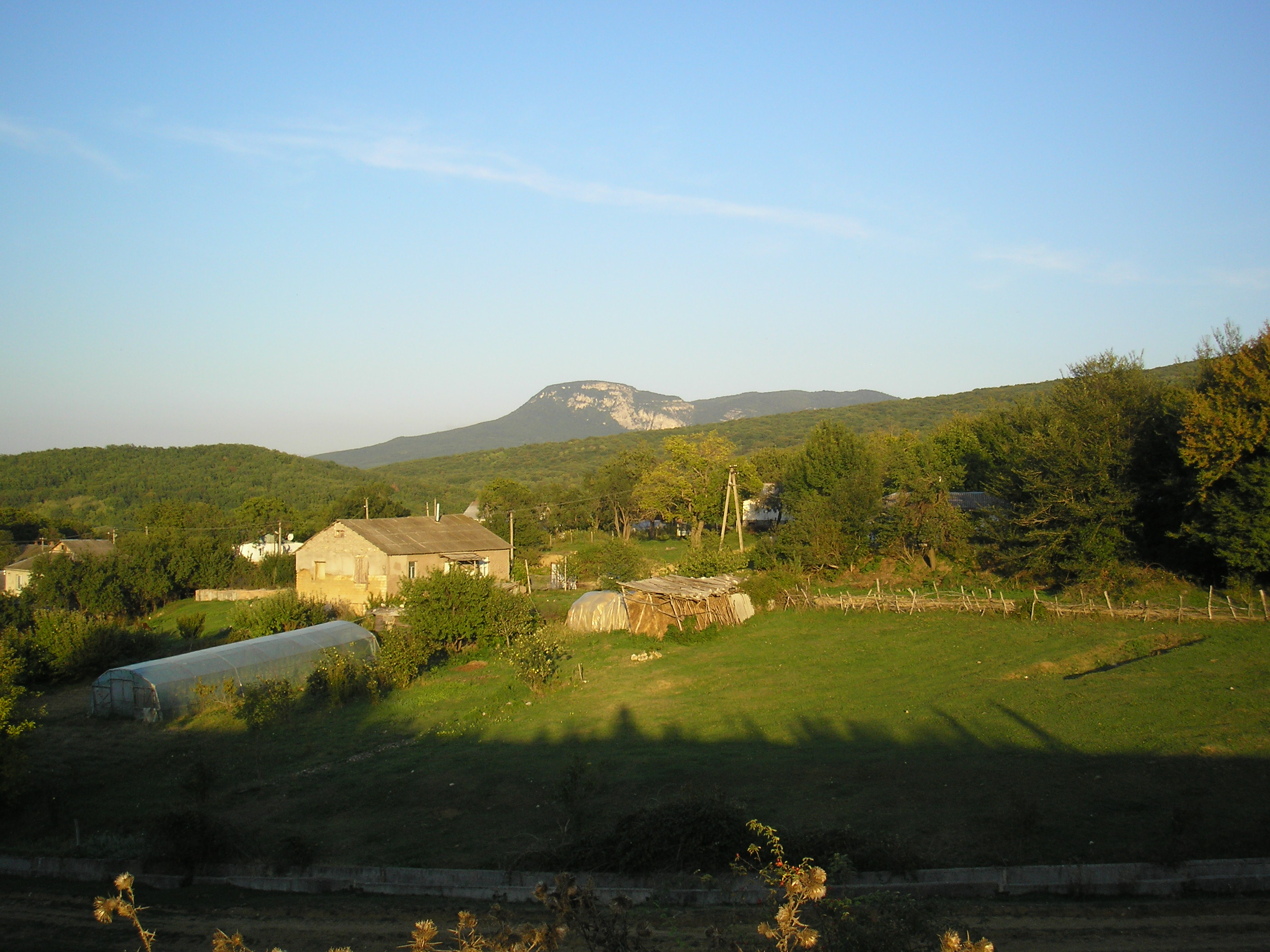
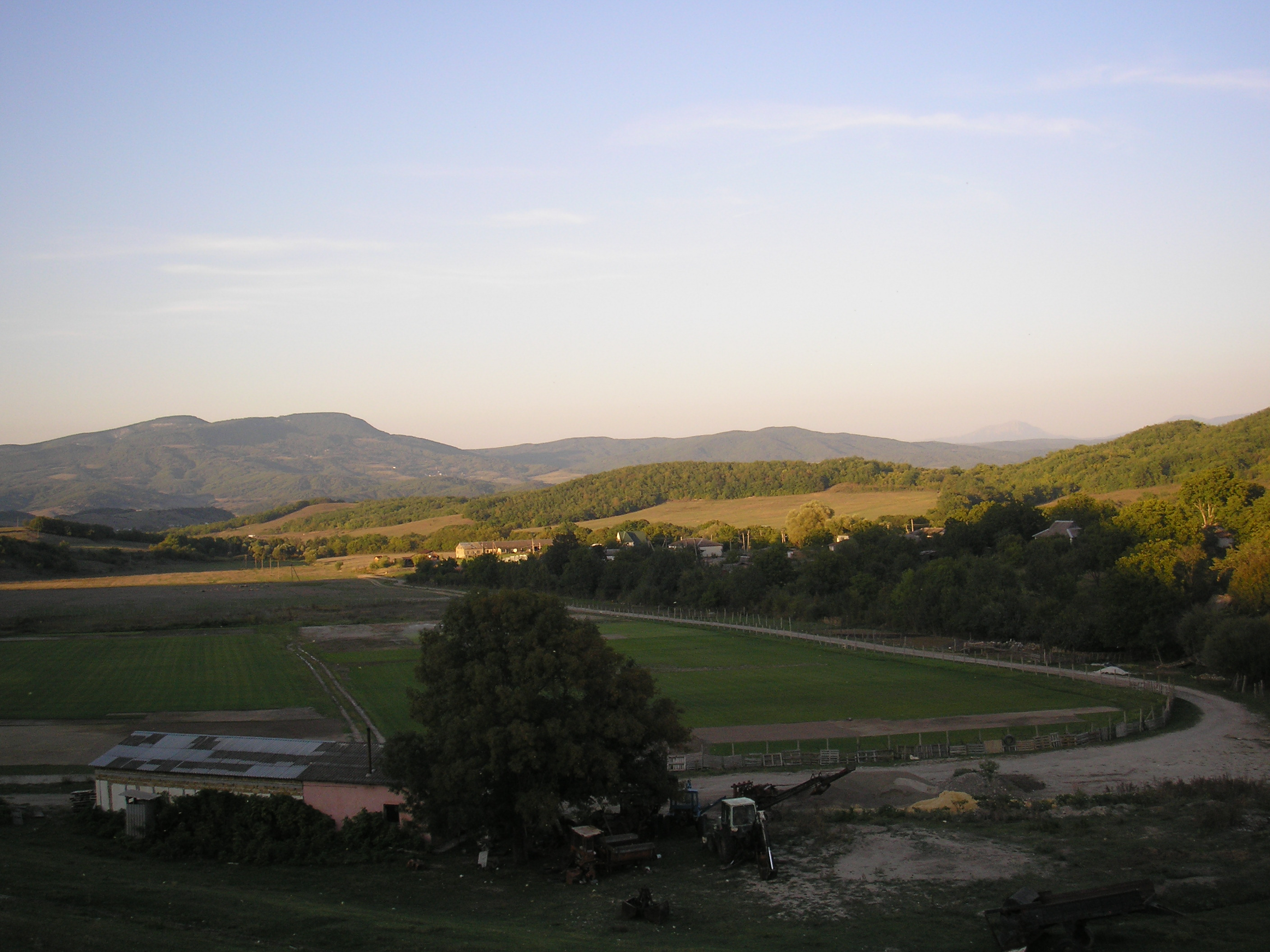
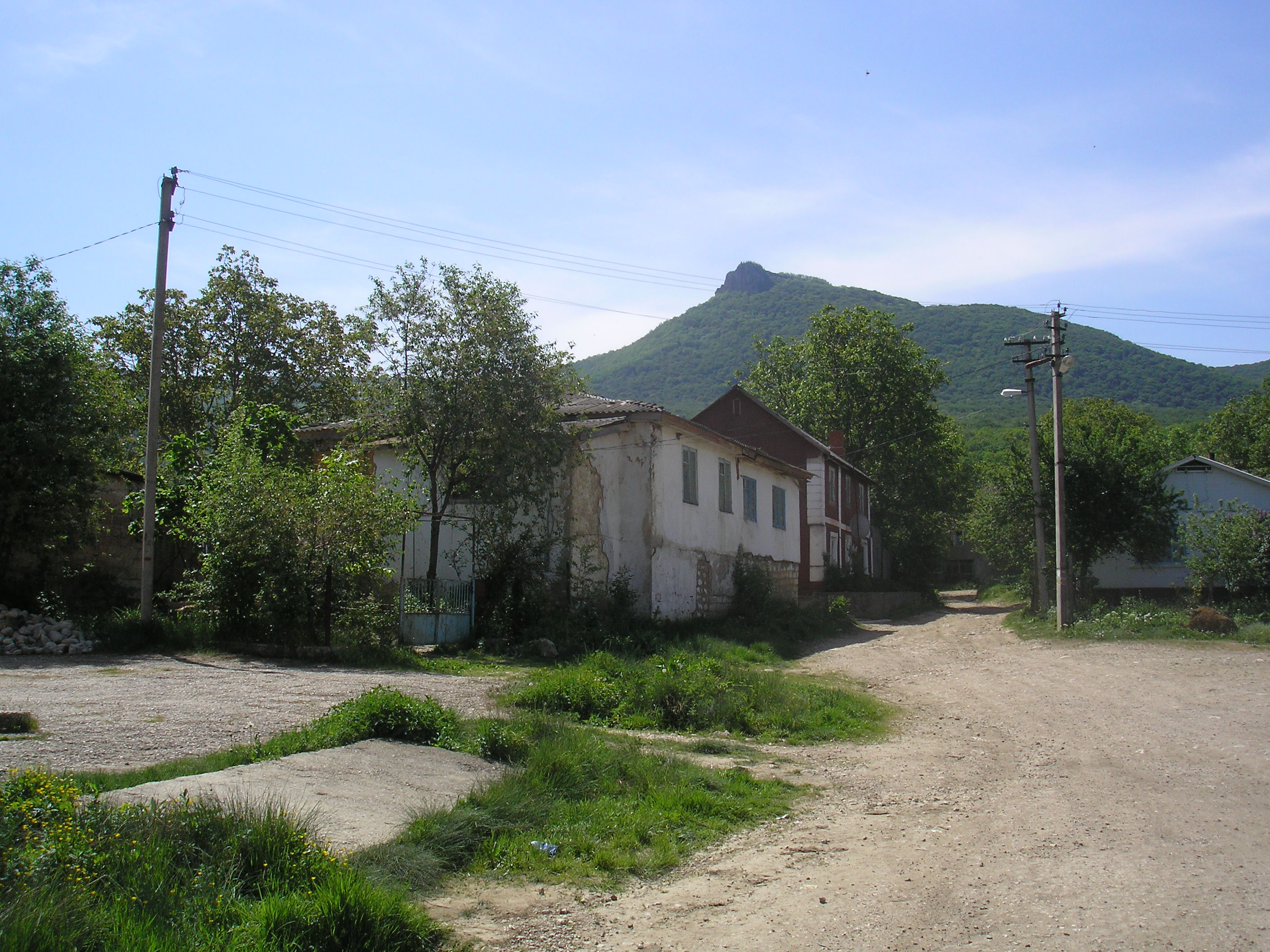

До освобождения крыма Маркур оставался практически крымскотатарским селом, но 18 мая 1944 года, согласно
Постановлению ГКО № 5859 от 11 мая 1944 года, коренное население деревни было депортировано в Среднюю Азию. На май того года в селе учтено 637 жителей (143 семьи); было принято на учёт 96 домов спецпереселенцев. 12 августа 1944 года было принято постановление № ГОКО-6372с «О переселении колхозников в районы Крыма», по которому в район из сёл УССР планировалось переселить 9000 колхозников и в сентябре 1944 года в район приехали первые новоселы (2349 семей) из различных областей Украины, а в начале 1950-х годов, также с Украины, последовала вторая волна переселенцев. С 25 июня 1946 года в составе Крымской области РСФСР. 21 августа 1945 года, указом Президиума Верховного Совета РСФСР, Маркур переименовали в Поляну, а сельсовет, соответственно, в Полянский. С 25 июня 1946 года Поляна в составе Крымской области РСФСР, а 26 апреля 1954 года Крымская область была передана из состава РСФСР в состав УССР. Время упразднения сельсовета пока не установлено: на 15 июня 1960 года село уже числилось составе Голубинского. Указом Президиума Верховного Совета УССР «Об укрупнении сельских районов Крымской области», от 30 декабря 1962 года, Куйбышевский район упразднили и Поляну отнесли к Бахчисарайскому. По данным переписи 1989 года в селе проживало 307 человек. С 12 февраля 1991 года село в восстановленной Крымской АССР, 26 февраля 1992 года переименованной в Автономную Республику Крым. С 21 марта 2014 года в составе Крыма аннексировано Россией.